# 千葉市立稲丘小学校
千葉市立稲丘小学校（ちばしりつ いながおかしょうがっこう）は、千葉県千葉市稲毛区稲丘町に所在する公立小学校。

## 沿革
昭和２６年４月１日　開校
不明な為中略
平成２９年７月４日　「マリーンズ算数ドリル」贈呈式
令和２年３月　　　　校長　岩原　浩之　定年のため退職→千葉市科学館に勤務（同学校卒業生より）
令和２年４月　　　　校長　山本　幸人　着任（生徒数５８２人、教職員３２名）

## 目指す子ども像
夢と思いやりの心を持ち､チャレンジする子ども

## マスコットキャラクター
稲丘小学校には、マスコットキャラクターとして「白樫の木の妖精　いなたん」がいる。
詳細な発祥は不明だが、２０１８年あたりからが有力である（同学校卒業生より）

## 学年行事（同校年間行事予定表より抜粋）[4]
４月　着任式・始業式・入学式
５月　運動会
６月　
７月　プール開き
８月　夏休み
９月　芸術鑑賞会（９～１１月中）
10月　ハロウィン
11月　バザー（校内開放日）
12月　
１月　お餅つき（校庭開放日）
２月　
３月　卒業式

## 交通
JR稲毛駅から徒歩８分
京成稲毛駅から徒歩４分
海浜交通「京成稲毛入口」徒歩１分